# Чирки (Пермский край)
Чирки — упразднённая  деревня в Кишертском муниципальном округе Пермского края России. В 2025 году включена в состав села Усть-Кишерть и исключена из учётных данных.

## География
Деревня находится в юго-восточной части края, в зоне хвойно-широколиственных лесов, к востоку от реки Сылвы, к северу от села Усть-Кишерть, административного центра округа. Абсолютная высота — 121 метр над уровнем моря.
Климат
Климат характеризуется как умеренно континентальный, с продолжительной многоснежной холодной зимой и коротким умеренно тёплым летом. Средняя многолетняя температура самого холодного месяца (января) составляет −17,3 °C (абсолютный минимум — −51 °С), температура самого тёплого (июля) — 24,8 °C (абсолютный максимум — 37 °С). Среднегодовое количество осадков — 532 мм. Снежный покров держится в течение 170 дней в году.

## История
До 2019 года входила в состав ныне упразднённого Усть-Кишертского сельского поселения Кишертского района.
В 2025 году село Усть-Кишерть, деревни Махали, Саламатово, Чирки как фактически слившиеся преобразованы в село Усть-Кишерть.

## Население
| 2000 | 2004 | 2008 | 2010 | 2012 | 2014 | 2015 |
| ---- | ---- | ---- | ---- | ---- | ---- | ---- |
| 59   | ↗63  | ↘55  | ↘44  | ↗62  | ↘57  | ↗58  |
| 2016 |      |      |      |      |      |      |
| ↘54  |      |      |      |      |      |      |

Половой состав
По данным Всероссийской переписи населения 2010 года в половой структуре населения мужчины составляли 56,8 %, женщины — соответственно 43,2 %.
Национальный состав
Согласно результатам переписи 2002 года, в национальной структуре населения русские составляли 93 % из 43 чел.

## Инфраструктура
Личное подсобное хозяйство с зоной сельскохозяйственного использования, индивидуальная застройка усадебного типа.

## Транспорт
Остановка общественного транспорта «Чирки». 